# Kongsvinger Idrettslag Toppfotball 2017
Questa voce raccoglie le informazioni riguardanti il Kongsvinger Idrettslag Toppfotball nelle competizioni ufficiali della stagione 2017.

## Stagione
A seguito del 5º posto finale della precedente stagione e della mancata promozione nelle qualificazioni all'Eliteserien, il Kongsvinger avrebbe affrontato il campionato di 1. divisjon 2017, oltre al Norgesmesterskapet. Il 18 dicembre 2016 è stato reso noto che l'allenatore Luís Pimenta non sarebbe stato il tecnico della squadra in vista della nuova stagione. Il 20 dicembre è stato compilato il calendario del nuovo campionato, che alla 1ª giornata avrebbe visto la squadra andare a far visita al Bodø/Glimt, nel weekend dell'1-2 aprile 2016. Il 12 gennaio 2017, Hans Erik Eriksen è stato presentato ufficialmente come nuovo allenatore del Kongsvinger. Il 20 febbraio, è stato reso noto che António Silva avrebbe ricoperto l'incarico di assistente di Eriksen. Il 13 luglio, Silva ha rescisso l'accordo col Kongsvinger.
Il 22 aprile, in occasione della 4ª giornata di campionato che vedeva contrapposte Kongsvinger e Ranheim al Gjemselund Stadion di Kongsvinger, un tifoso della squadra di casa ha fatto invasione di campo ed ha colpito l'assistente del direttore di gara, Ole Andreas Skogsrud Haukåsen, con lo spray al peperoncino. Immediatamente soccorso, Skogsrud Haukåsen ha potuto poi portare a termine la partita, mentre il tifoso è stato fermato dalle autorità. La gara è terminata 0-0.
Per quanto concerne la coppa nazionale, in data 7 aprile è stato sorteggiato il primo turno del Norgesmesterskapet 2017: il Kongsvinger avrebbe fatto visita al Løten. Superato questo ostacolo, il Kongsvinger ha poi sconfitto anche il Nybergsund, per poi essere eliminato dal Sarpsborg 08 al terzo turno della manifestazione.
Il Kongsvinger ha chiuso la stagione al 10º posto.

## Maglie e sponsor
Lo sponsor tecnico per la stagione 2017 è stato Umbro, mentre lo sponsor ufficiale è stato Sparebanken Hedmark. La divisa casalinga era composta da una maglietta rossa con inserti bianchi, con pantaloncini e calzettoni bianchi. Quella da trasferta prevedeva una maglia bianca, con pantaloncini e calzettoni rossi.
| Casa | Trasferta |

## Rosa
| N. |                       | Ruolo | Calciatore                |
| -- | --------------------- | ----- | ------------------------- |
| 1  | Norvegia (bandiera)   | P     | Simen Lillevik Kjellevold |
| 2  | Norvegia (bandiera)   | D     | Fredrik Pålerud           |
| 3  | Norvegia (bandiera)   | D     | Jørgen Richardsen         |
| 4  | Norvegia (bandiera)   | D     | Adrian Ovlien             |
| 5  | Norvegia (bandiera)   | D     | Christian Røer            |
| 6  | Svezia (bandiera)     | C     | Johan Peter Wennberg      |
| 7  | Australia (bandiera)  | D     | Dylan Murnane             |
| 8  | Norvegia (bandiera)   | C     | Martin Ellingsen          |
| 9  | Norvegia (bandiera)   | A     | Adem Güven                |
| 11 | Spagna (bandiera)     | A     | Maykel                    |
| 12 | Norvegia (bandiera)   | C     | Martin Tangen Vinjor      |
| 13 | Portogallo (bandiera) | C     | Hélio Pinto               |
| 14 | Norvegia (bandiera)   | D     | Markus Skjellum           |
| 15 | Russia (bandiera)     | D     | Kirill Suslov             |
| 16 | Norvegia (bandiera)   | C     | Harald Holter             |

| N. |                     | Ruolo | Calciatore            |
| -- | ------------------- | ----- | --------------------- |
| 17 | Norvegia (bandiera) | C     | Jørgen Kolstad        |
| 18 | Norvegia (bandiera) | A     | Mats Moldskred        |
| 19 | Svezia (bandiera)   | A     | Pär Ericsson          |
| 20 | Norvegia (bandiera) | C     | Ørjan Røyrane         |
| 21 | Norvegia (bandiera) | C     | Edvard Linnebo Race   |
| 22 | Norvegia (bandiera) | C     | Ludvig Langbrekken    |
| 22 | Norvegia (bandiera) | D     | Lars Rydje            |
| 23 | Norvegia (bandiera) | C     | Fredrik Sjølstad      |
| 24 | Norvegia (bandiera) | A     | Niklas Castro         |
| 26 | Senegal (bandiera)  | A     | Mame Niang            |
| 28 | Norvegia (bandiera) | C     | Sigve Ravnåmo         |
| 38 | Norvegia (bandiera) | D     | Daniel Lysgård        |
| 39 | Norvegia (bandiera) | C     | Oleksandr Vysoschenko |
| 93 | Russia (bandiera)   | P     | Aleksej Gorodovoj     |

## Calciomercato

### Sessione invernale(dal 01/01 al 31/03)
| Arrivi | Arrivi                    | Arrivi     | Arrivi     |
| R.     | Nome                      | da         | Modalità   |
| ------ | ------------------------- | ---------- | ---------- |
| P      | Aleksej Gorodovoj         |            | svincolato |
| P      | Simen Lillevik Kjellevold | Stabæk     | prestito   |
| C      | Jørgen Kolstad            | Lillestrøm | prestito   |
| C      | Edvard Linnebo Race       | Stabæk     | prestito   |
| C      | Fredrik Sjølstad          | Hødd       | definitivo |
| A      | Niklas Castro             | Vålerenga  | definitivo |
| A      | Pär Ericsson              |            | svincolato |

| Partenze | Partenze        | Partenze | Partenze   |
| R.       | Nome            | a        | Modalità   |
| -------- | --------------- | -------- | ---------- |
| P        | Otto Fredrikson |          | svincolato |
| P        | Dani Mederos    |          | svincolato |
| D        | Espen Nystuen   |          | ritiro     |
| C        | Hélio Pinto     |          | svincolato |
| A        | Mame Niang      |          | svincolato |
| A        | Simen Stølen    | Flisa    | prestito   |

### Sessione estiva(dal 20/07 al 16/09)
| Arrivi | Arrivi      | Arrivi | Arrivi     |
| R.     | Nome        | da     | Modalità   |
| ------ | ----------- | ------ | ---------- |
| C      | Hélio Pinto |        | svincolato |
| A      | Mame Niang  |        | svincolato |

| Partenze | Partenze            | Partenze | Partenze      |
| R.       | Nome                | a        | Modalità      |
| -------- | ------------------- | -------- | ------------- |
| D        | Lars Rydje          | Skjetten | prestito      |
| C        | Martin Ellingsen    | Molde    | definitivo    |
| C        | Edvard Linnebo Race | Stabæk   | fine prestito |

## Risultati

### 1. divisjon

#### Girone di andata
| Arbitro: | M. Smehus Kringstad |

|                           |           |                |
| Olsen 48’ Opseth 60’, 65’ | Marcatori | 34’, 90’ Güven |

| Arbitro: | Moen (Oslo) |

|  |           |                             |
|  | Marcatori | 59’ Antwi 74’ (rig.) Larsen |

| Arbitro: | Tennøy (Bergen) |

|                      |           |                         |
| Ahamed 34’ Kjæve 40’ | Marcatori | 2’ Suslov 45’ Ellingsen |

| Kongsvinger 22 aprile 2017, ore 15:00 4ª giornata | Kongsvinger    | 0 – 0 referto | Ranheim | Gjemselund Stadion (1.339 spett.)\| Arbitro: \| Hauge (Bergen) \| |
| Arbitro:                                          | Hauge (Bergen) |               |         |                                                                   |

| Arbitro: | Hansen (Oslo) |

|                                              |           |            |
| Boye 10’, 29’, 73’ Pellegrino 49’ Bojang 62’ | Marcatori | 64’ Castro |

| Arbitro: | Jonsson Trædal (Oslo) |

|                       |           |                                    |
| Castro 53’ Holter 90’ | Marcatori | 12’ Sellin 47’ Eriksen 90’ Nielsen |

| Arbitro: | Hauge (Bergen) |

|                        |           |                          |
| Haugstad 40’ Hagen 50’ | Marcatori | 43’ Maykel 57’ Moldskred |

| Arbitro: | Haugen (Rælingen) |

|                        |           |                                     |
| Ericsson 8’ Maykel 28’ | Marcatori | 60’ Ness 64’ Rasmussen 83’ Mohammed |

| Arbitro: | Amland (Bergen) |

|  |           |                                                  |
|  | Marcatori | 3’ Moldskred 57’ Maykel 77’ Ellingsen 85’ Castro |

| Arbitro: | Smehus Kringstad (Oslo) |

|                          |           |               |
| Moldskred 59’ Maykel 76’ | Marcatori | 39’ Lindquist |

| Arbitro: | Følstad Skarsem (Trondheim) |

|  |           |                                   |
|  | Marcatori | 19’ Maykel 54’ Ericsson 80’ Güven |

| Kongsvinger 10 giugno 2017, ore 13:30 12ª giornata | Kongsvinger | 0 – 1 referto | Levanger | Gjemselund Stadion |
| \| \| \| \| \| \| Marcatori \| 81’ Rønning \|      |             |               |          |                    |
|                                                    |             |               |          |                    |
|                                                    | Marcatori   | 81’ Rønning   |          |                    |

| Arbitro: | Amland (Bergen) |

|              |           |            |
| Kapidžić 75’ | Marcatori | 90’ Castro |

| Arbitro: | Aslam |

|               |           |             |
| Ellingsen 50’ | Marcatori | 69’ Layouni |

| Arbitro: | Smehus Kringstad (Oslo) |

|                       |           |  |
| Maykel 15’ Holter 52’ | Marcatori |  |

#### Girone di ritorno
| Arbitro: | Smehus Kringstad |

|                          |           |               |
| Robstad 67’ Børufsen 76’ | Marcatori | 13’ Moldskred |

| Arbitro: | Aslam |

|            |           |                                  |
| Castro 34’ | Marcatori | 21’, 64’ Ødemarksbakken 55’ Torp |

| Arbitro: | Tennøy (Bergen) |

|                  |           |  |
| Gjermundstad 45’ | Marcatori |  |

| Kongsvinger 13 agosto 2017, ore 18:00 19ª giornata                                                     | Kongsvinger | 6 – 1 referto | Jerv | Gjemselund Stadion |
| \| \| \| \| \| Güven 12’ Maykel 23’, 43’ Castro 64’, 68’ Moldskred 87’ \| Marcatori \| 24’ Akintola \| |             |               |      |                    |
| |             |               |      |                    |
| Güven 12’ Maykel 23’, 43’ Castro 64’, 68’ Moldskred 87’                                                | Marcatori   | 24’ Akintola  |      |                    |

| Arbitro: | Smehus Kringstad (Oslo) |

|                           |           |                                 |
| Huseklepp 44’ (rig.), 63’ | Marcatori | 15’ Güven 34’ Castro 78’ Maykel |

| Arbitro: | Amland (Bergen) |

|  |           |            |
|  | Marcatori | 53’ Opseth |

| Arbitro: | Smehus Kringstad (Oslo) |

|                 |           |  |
| Reginiussen 14’ | Marcatori |  |

| Kongsvinger 10 settembre 2017, ore 18:00 23ª giornata | Kongsvinger    | 0 – 0 referto | Strømmen | Gjemselund Stadion (1.178 spett.)\| Arbitro: \| Hauge (Bergen) \| |
| Arbitro:                                              | Hauge (Bergen) |               |          |                                                                   |

| Arbitro: | Rafiq (Oslo) |

|                    |           |            |
| Nyborg 45’ Aas 75’ | Marcatori | 49’ Castro |

| Arbitro: | Moen (Oslo) |

|                                     |           |                           |
| Güven 63’ Richardsen 78’ Ovlien 86’ | Marcatori | 55’ Kapidžić 69’ Akinyemi |

| Arbitro: | Aslam |

|                           |           |  |
| Christensen 45’, 46’, 58’ | Marcatori |  |

| Arbitro: | Haugen (Rælingen) |

|                    |           |                            |
| Ćuković 78’ (rig.) | Marcatori | 4’ Güven 75’ (rig.) Castro |

| Arbitro: | Borgersen (Oslo) |

|                                   |           |                               |
| Güven 42’ Castro 86’ Sjølstad 90’ | Marcatori | 67’ Pellegrino 79’ Fredriksen |

| Arbitro: | Hansen Grøtta |

|  |           |                           |
|  | Marcatori | 29’, 74’ Güven 57’ Castro |

| Arbitro: | Følstad Skarsem (Trondheim) |

|  |           |                  |
|  | Marcatori | 10’ Dahl Abelsen |

### Norgesmesterskapet
| Løten 25 aprile 2017, ore 18:00 Primo turno                       | Løten     | 0 – 4 referto                   | Kongsvinger | Løten Kunstgress |
| \| \| \| \| \| \| Marcatori \| 4’, 14’, 38’ Castro 34’ Kolstad \| |           |                                 |             |                  |
|                                                                   |           |                                 |             |                  |
|                                                                   | Marcatori | 4’, 14’, 38’ Castro 34’ Kolstad |             |                  |

| Trysil 25 maggio 2017, ore 18:00 Secondo turno | Nybergsund | 0 – 1 referto | Kongsvinger | Nybergsund Stadion (416 spett.) |
| \| \| \| \| \| \| Marcatori \| 74’ Ericsson \| |            |               |             |                                 |
|                                                |            |               |             |                                 |
|                                                | Marcatori  | 74’ Ericsson  |             |                                 |

| Arbitro: | Hansen (Oslo) |

|  |           |                                                               |
|  | Marcatori | 14’ Mortensen 43’ Lund Nielsen 63’ Halvorsen 66’ Zachariassen |

## Statistiche

### Statistiche di squadra
| Competizione       | Punti | In casa | In casa | In casa | In casa | In casa | In casa | In trasferta | In trasferta | In trasferta | In trasferta | In trasferta | In trasferta | Totale | Totale | Totale | Totale | Totale | Totale | DR |
| Competizione       | Punti | G       | V       | N       | P       | Gf      | Gs      | G            | V            | N            | P            | Gf           | Gs           | G      | V      | N      | P      | Gf     | Gs     | DR |
| ------------------ | ----- | ------- | ------- | ------- | ------- | ------- | ------- | ------------ | ------------ | ------------ | ------------ | ------------ | ------------ | ------ | ------ | ------ | ------ | ------ | ------ | -- |
| 1. divisjon        | 36    | 15      | 5       | 3       | 7       | 22      | 21      | 15           | 5            | 3            | 7            | 25           | 25           | 30     | 10     | 6      | 14     | 47     | 46     | +1 |
| Norgesmesterskapet | -     | 1       | 0       | 0       | 1       | 0       | 4       | 2            | 2            | 0            | 0            | 5            | 0            | 3      | 2      | 0      | 1      | 5      | 4      | +1 |
| Totale             | -     | 16      | 5       | 3       | 8       | 22      | 25      | 17           | 7            | 3            | 7            | 30           | 25           | 33     | 12     | 6      | 15     | 52     | 50     | +2 |

### Andamento in campionato
| Giornata  | 1  | 2  | 3  | 4  | 5  | 6  | 7  | 8  | 9  | 10 | 11 | 12 | 13 | 14 | 15 | 16 | 17 | 18 | 19 | 20 | 21 | 22 | 23 | 24 | 25 | 26 | 27 | 28 | 29 | 30 |
| --------- | -- | -- | -- | -- | -- | -- | -- | -- | -- | -- | -- | -- | -- | -- | -- | -- | -- | -- | -- | -- | -- | -- | -- | -- | -- | -- | -- | -- | -- | -- |
| Luogo     | T  | C  | T  | C  | T  | C  | T  | C  | T  | C  | T  | C  | T  | C  | C  | T  | C  | T  | C  | T  | C  | T  | C  | T  | C  | T  | T  | C  | T  | C  |
| Risultato | P  | P  | N  | N  | P  | P  | N  | P  | V  | V  | V  | P  | N  | N  | V  | P  | P  | P  | V  | V  | P  | P  | N  | P  | V  | P  | V  | V  | V  | P  |
| Posizione | 12 | 16 | 11 | 14 | 15 | 16 | 16 | 16 | 14 | 12 | 11 | 11 | 11 | 12 | 10 | 12 | 13 | 13 | 13 | 11 | 12 | 12 | 12 | 13 | 11 | 13 | 11 | 9  | 8  | 10 |

Fonte:  OBOS-ligaen 2017, su altomfotball.no, Altomfotball.
Legenda:

Luogo: C = Casa; T = Trasferta. Risultato: V = Vittoria; N = Pareggio; P = Sconfitta.

### Statistiche dei giocatori
| Giocatore              | 1. divisjon | 1. divisjon | 1. divisjon | 1. divisjon | Norgesmesterskapet | Norgesmesterskapet | Norgesmesterskapet | Norgesmesterskapet | Coppe europee | Coppe europee | Coppe europee | Coppe europee | Altre coppe | Altre coppe | Altre coppe | Altre coppe | Totale   | Totale | Totale      | Totale     |
| Giocatore              | Presenze    | Reti        | Ammonizioni | Espulsioni  | Presenze           | Reti               | Ammonizioni        | Espulsioni         | Presenze      | Reti          | Ammonizioni   | Espulsioni    | Presenze    | Reti        | Ammonizioni | Espulsioni  | Presenze | Reti   | Ammonizioni | Espulsioni |
| ---------------------- | ----------- | ----------- | ----------- | ----------- | ------------------ | ------------------ | ------------------ | ------------------ | ------------- | ------------- | ------------- | ------------- | ----------- | ----------- | ----------- | ----------- | -------- | ------ | ----------- | ---------- |
| N. Castro              | 25          | 12          | 6           | 0           | 3                  | 3                  | 0                  | 0                  |               |               |               |               |             |             |             |             | 28       | 15     | 6           | 0          |
| M. Ellingsen           | 16          | 3           | 4           | 0           | 3                  | 0                  | 1                  | 0                  |               |               |               |               |             |             |             |             | 19       | 3      | 5           | 0          |
| P. Ericsson            | 7           | 2           | 1           | 0           | 2                  | 1                  | 1                  | 0                  |               |               |               |               |             |             |             |             | 9        | 3      | 2           | 0          |
| A. Gorodovoj           | 20          | -33         | 2           | 1           | 2                  | -4                 | 0                  | 0                  |               |               |               |               |             |             |             |             | 22       | -37    | 2           | 1          |
| A. Güven               | 24          | 10          | 3           | 0           | 1                  | 0                  | 0                  | 0                  |               |               |               |               |             |             |             |             | 25       | 10     | 3           | 0          |
| H. Holter              | 20          | 2           | 3           | 0           | 2                  | 0                  | 0                  | 0                  |               |               |               |               |             |             |             |             | 22       | 2      | 3           | 0          |
| J. Kolstad             | 21          | 0           | 5           | 0           | 2                  | 1                  | 0                  | 0                  |               |               |               |               |             |             |             |             | 23       | 1      | 5           | 0          |
| L. Langbrekken         | 6           | 0           | 0           | 0           | 0                  | 0                  | 0                  | 0                  |               |               |               |               |             |             |             |             | 6        | 0      | 0           | 0          |
| S. Lillevik Kjellevold | 12          | -13         | 1           | 0           | 1                  | -0                 | 0                  | 0                  |               |               |               |               |             |             |             |             | 13       | -13    | 1           | 0          |
| E. Linnebo Race        | 4           | 0           | 0           | 0           | 1                  | 0                  | 0                  | 0                  |               |               |               |               |             |             |             |             | 5        | 0      | 0           | 0          |
| D. Lysgård             | 0           | 0           | 0           | 0           | 0                  | 0                  | 0                  | 0                  |               |               |               |               |             |             |             |             | 0        | 0      | 0           | 0          |
| Maykel                 | 24          | 9           | 1           | 0           | 3                  | 0                  | 0                  | 0                  |               |               |               |               |             |             |             |             | 27       | 9      | 1           | 0          |
| M. Moldskred           | 24          | 5           | 2           | 0           | 3                  | 0                  | 0                  | 0                  |               |               |               |               |             |             |             |             | 27       | 5      | 2           | 0          |
| D. Murnane             | 25          | 0           | 3           | 0           | 3                  | 0                  | 0                  | 0                  |               |               |               |               |             |             |             |             | 28       | 0      | 3           | 0          |
| M. Niang               | 0           | 0           | 0           | 0           | -                  | -                  | -                  | -                  |               |               |               |               |             |             |             |             | 0        | 0      | 0           | 0          |
| A. Ovlien              | 29          | 1           | 4           | 0           | 3                  | 0                  | 0                  | 0                  |               |               |               |               |             |             |             |             | 32       | 1      | 4           | 0          |
| F. Pålerud             | 15          | 0           | 1           | 0           | 2                  | 0                  | 0                  | 0                  |               |               |               |               |             |             |             |             | 17       | 0      | 1           | 0          |
| H. Pinto               | 10          | 0           | 1           | 0           | -                  | -                  | -                  | -                  |               |               |               |               |             |             |             |             | 10       | 0      | 1           | 0          |
| S. Ravnåmo             | 0           | 0           | 0           | 0           | 0                  | 0                  | 0                  | 0                  |               |               |               |               |             |             |             |             | 0        | 0      | 0           | 0          |
| J. Richardsen          | 24          | 1           | 4           | 0           | 2                  | 0                  | 0                  | 0                  |               |               |               |               |             |             |             |             | 26       | 1      | 4           | 0          |
| C. Røer                | 13          | 0           | 1           | 0           | 1                  | 0                  | 0                  | 0                  |               |               |               |               |             |             |             |             | 14       | 0      | 1           | 0          |
| Ø. Røyrane             | 7           | 0           | 1           | 0           | 0                  | 0                  | 0                  | 0                  |               |               |               |               |             |             |             |             | 7        | 0      | 1           | 0          |
| L. Rydje               | 0           | 0           | 0           | 0           | 0                  | 0                  | 0                  | 0                  |               |               |               |               |             |             |             |             | 0        | 0      | 0           | 0          |
| F. Sjølstad            | 25          | 1           | 2           | 0           | 2                  | 0                  | 1                  | 0                  |               |               |               |               |             |             |             |             | 27       | 1      | 3           | 0          |
| M. Skjellum            | 15          | 0           | 4           | 0           | 3                  | 0                  | 1                  | 0                  |               |               |               |               |             |             |             |             | 18       | 0      | 5           | 0          |
| K. Suslov              | 9           | 1           | 3           | 0           | 0                  | 0                  | 0                  | 0                  |               |               |               |               |             |             |             |             | 9        | 1      | 3           | 0          |
| M. Tangen Vinjor       | 16          | 0           | 3           | 0           | 1                  | 0                  | 0                  | 0                  |               |               |               |               |             |             |             |             | 17       | 0      | 3           | 0          |
| O. Vysoschenko         | 0           | 0           | 0           | 0           | 0                  | 0                  | 0                  | 0                  |               |               |               |               |             |             |             |             | 0        | 0      | 0           | 0          |
| J. Wennberg            | 18          | 0           | 2           | 0           | 2                  | 0                  | 0                  | 0                  |               |               |               |               |             |             |             |             | 20       | 0      | 2           | 0          |